# Faune de Tunisie
La faune de Tunisie est constituée d'une grande diversité d'animaux d'affinité principalement méditerranéenne et saharo-sindienne.

## Espèces disparues

### Mammifères
Comme la plupart des pays méditerranéens, la Tunisie a subi une importante disparition de sa mégafaune, sous les pressions anthropiques, notamment la chasse (gibier, élimination des prédateurs, domestication, utilisation pour les jeux du cirque, utilisation à des fins militaires, etc.).
Éléphant d'Afrique du Nord
La répartition de l'éléphant d'Afrique (Loxodonta africana) s'étendait à l'Afrique du Nord jusqu'à l'Antiquité. Ces éléphants étaient exploités par les Carthaginois comme éléphants de guerre, notamment au cours des guerres puniques.
Bubale d'Afrique du Nord
Alcelaphus buselaphus buselaphus occupait tout le nord de l'Afrique ; cette sous-espèce du bubale roux a disparu du Sud tunisien dans les années 1900. Sa réintroduction était prévue dans les parcs nationaux du sud du pays mais l'état d'avancement de ce projet n'est actuellement pas connu.
Aurochs
Bos primigenius africanus vivait dans toute l'Afrique du Nord.
Âne sauvage de l'Atlas
L'Âne sauvage d'Afrique (Equus africanus) avait une distribution qui s'étendait du Maroc à la Somalie et couvrant toute l'Afrique du Nord ; la sous-espèce maghrébine Equus africanus atlanticus a disparu sous la pression de la chasse exercée par les Romains.
Phoque moine
Le phoque moine se reproduisait dans l'archipel de La Galite. Aucune observation récente ne laisse penser que ce serait toujours le cas. Malgré des prospections poussées, il est probable que le phoque moine ne se reproduise plus dans l'ensemble du bassin occidental de la Méditerranée. Depuis 1968, une loi interdit la capture et l'extermination des phoques dans les eaux territoriales tunisiennes.
Ours de l'Atlas
Ursus arctos crowtheri est connu en Tunisie dès le Pléistocène puis disparaît très tôt, bien avant son extinction totale au Maroc et en Algérie en 1870.
Lion de l'Atlas
Le lion de l'Atlas occupait toute la zone possédant un climat méditerranéen en Afrique du Nord. Le dernier lion de Tunisie tué l'a été à Babouch, au sud de Tabarka, en 1891.
Panthère
Le léopard de Berbérie (Panthera pardus panthera) occupait jadis tout le Maghreb. Les derniers léopards ont disparu de Kroumirie au début du XXe siècle. Aujourd'hui, le léopard ne subsiste en Afrique du Nord que dans le Haut Atlas où sa survie est très incertaine,.
Guépard
Le guépard du Sahara occupait la partie sud du pays en particulier les chotts et le Grand Sud. Les guépards étaient cités à Tataouine, Kébili et Douz, un individu ayant été tué en 1887 dans la région des Nefzaoua. Il est probable qu'ils aient totalement disparu du territoire tunisien autour de 1935. La population relictuelle la plus proche est celle du massif du Hoggar dans le sud de l'Algérie.
Hyène rayée
La hyène rayée pourrait encore être présente dans certaines régions isolées mais l'intense pression de la chasse dans l'ensemble de la zone saharienne rend l'existence de populations viables ou leur survie très incertaine.
Magot
Le macaque berbère (Macaca sylvanus) est la seule espèce du genre Macaca dans le Paléarctique occidental. Au Pléistocène, cette espèce est répandue en Europe jusqu'à l'actuelle Angleterre et dans toute l'Afrique du Nord jusqu'à l'actuelle Égypte. Il peuple au début du XIXe siècle tout le nord du Maghreb et même la Cyrénaïque selon Eduard Rüppell. Sa disparition dans l'Est tunisien date de ce même siècle. Il existe des populations résiduelles au Maroc, dans le Moyen Atlas, le Haut Atlas et le Rif, et en Kabylie. Sa réintroduction pourrait être envisagée dans des aires protégées du nord et de l'est du pays et pourrait constituer un atout touristique local.

### Oiseaux
Ibis chauve
L'ibis chauve est un oiseau endémique de la région méditerranéenne. Il a disparu d'Europe vers le XVIe siècle, de Syrie à la suite de la guerre civile et a été placé en captivité en Turquie pour empêcher son extinction. En Afrique du Nord, la seule population restante est celle de Souss-Massa-Drâa qui compte environ 500 individus. En Algérie, l'espèce a disparu dans les années 1990. L'espèce était très certainement nicheuse en Tunisie autrefois, malgré l'absence de données anciennes. Sa réintroduction pourrait être envisagée dans des aires protégées du nord et présenterait un atout touristique local.
Courlis à bec grêle
Le courlis à bec grêle (Numenius tenuirostris) était un oiseau nichant en Sibérie et hivernant en région méditerranéenne. En Tunisie, ses sites d'hivernage étaient notamment la région du lac Ichkeul, la région des sebkhas de Kairouan et Monastir et le golfe de Gabès. La dernière observation en Tunisie date de 1992 et l'espèce n'a pas été observée au niveau mondial depuis 2006. Aujourd'hui, le Numenius tenuirostris est presque certainement éteint.
Turnix d'Andalousie
Le turnix d'Andalousie (Turnix sylvaticus), principalement répandu en Afrique subsaharienne, était présent dans les régions méditerranéennes du Maghreb (du Maroc à l'ouest de la Libye) ainsi qu'au sud de l'Espagne et en Sicile. Dans la région méditerranéenne, cette espèce ne subsiste de nos jours que de manière très résiduelle au Maroc. La dernière observation de cette espèce en Tunisie date de 1985 dans le parc national de l'Ichkeul.
Foulque caronculée
La foulque caronculée ou foulque à crête (Fulica cristata) présente une distribution disjointe : d'une part au sud et à l'est de l'Afrique incluant Madagascar et d'autre part l'ouest de la Méditerranée. L'espèce nichait en Algérie et en Tunisie jusqu'au XIXe siècle. Les populations méditerranéennes ont très fortement décliné et se limitent désormais au sud de l'Espagne au nord du Maroc.
Autres oiseaux
D'autres espèces d'oiseaux anciennement citées en Tunisie n'y sont plus observées. C'est le cas de l'outarde canepetière (Tetrax tetrax), du crave à bec rouge (Pyrrhocorax pyrrhocorax), du choucas des tours (Corvus monedula), du vautour oricou (Torgos tracheliotus) et de la grue demoiselle (Grus virgo).
La lusciniole à moustaches (Acrocephalus melanopogon) et le fuligule milouin (Aythya ferina) ne nichent probablement plus en Tunisie.

## Espèces douteuses
Crocodile du désert
La répartition du crocodile du désert (Crocodylus suchus) incluait le sud du Maroc jusqu'au milieu du XXe siècle et le massif du Hoggar, le Tassili n'Ajjer et le Tassili n'Immidir dans le sud de l'Algérie, où il a probablement disparu au début du XXe siècle.
Confondu avec le crocodile du Nil jusqu'en 2003, les lignées ancestrales de crocodile du Nil présentes en Afrique de l'Est ont été assignées à une nouvelle espèce Crocodylus suchus ; c'est cette espèce qui est encore présente dans le Sahara, en Mauritanie et au Tchad, et était présente dans le Nil à l'époque ancienne. Les crocodiles qui vivaient en Afrique du Nord ainsi que ceux présents autrefois au Levant se rapportent très vraisemblablement à cette espèce. En revanche, les crocodiles présent aujourd'hui en Égypte, en amont du lac Nasser, se rapportent à l'espèce Crocodilus niloticus.
Il est possible qu'à des temps préhistoriques, la répartition de ce reptile s'étendait à l'Afrique du Nord méditerranéenne (des ossements datant du milieu de l'Holocène ont été découverts près d'Alger). Un témoignage fait état de l'abattage d'un crocodile dans la région du Chott el-Jérid en 1921 ; il est cependant extrêmement incertain que des crocodiles aient pu survivre dans cette région jusqu'à des périodes aussi récentes étant donné la rareté des eaux douces et leur utilisation quasi systématique pour l'irrigation des oasis. L'absence de matériel biologique et d'autres témoignages met très sérieusement en doute l'existence de crocodiles en Tunisie à des temps historiques. Pour comparaison, le poisson Astatotilapia desfontainii endémique des chotts d'Algérie et de Tunisie, a été décrit dès 1802.

### Oiseaux
Plusieurs espèces d'oiseaux étaient probablement nicheuses en Tunisie à des temps historiques, malgré l'absence de mentions claires les concernant :
Pintade de Numidie
La pintade de Numidie nichait au nord du Maroc où la sous-espèce Numida meleagris sabyi a été décrite. Si cette sous-espèce est valide, il est très probable que sa répartition passée ait été beaucoup plus vaste et ait inclus tout le Maghreb méditerranéen. Il est toutefois possible que cette sous-espèce, à présent presque certainement éteinte, descende en fait d'animaux anciennement domestiqués et retournés à l'état sauvage. En effet, la domestication ancienne de la pintade de Numidie a pu favoriser l'établissement de populations marronnes. Enfin, la référence à la Numidie ou à Tunis — le nom vernaculaire « pintade de Tunis » est attesté en français — dans le nom de l'animal pourrait désigner les animaux domestiques et n'est donc pas forcément un indice de la présence de pintades sauvages dans l'est du Maghreb.
Outarde arabe
L'outarde arabe (Ardeotis arabs), récemment éteinte au Maroc et citée en Algérie, pourrait avoir niché dans le sud de la Tunisie avant son fort déclin dans la région saharo-arabique.

## Espèces réintroduites
Serval
Cette espèce occupait le Nord du pays, les dernières données dateraient de 1935. Trois servals (Leptailurus serval) ont été réintroduits dans le parc national d'El Feija. Un élevage existe par ailleurs à Dar Chichou, dans le cap Bon, en vue de sa plus large réintroduction dans le pays.
Addax
L'addax (Addax nasomaculatus) a été réintroduite dans le parc national de Bouhedma.
Oryx algazelle
L'oryx algazelle (Oryx dammah) a été réintroduite dans le parc national de Bouhedma.
Gazelle dama
La gazelle dama (Gazella dama) a été réintroduite dans le parc national de Bouhedma.
Autruche
L'autruche d'Afrique (Struthio camelus) a été réintroduite dans le parc national de Bouhedma. Les autruches réintroduites appartiendraient à la sous-espèce Molybdophanes parfois élevée au rang d'espèce (Struthio molybdophanes) alors que c'est la sous-espèce nominale (Struthio camelles camelles) et non celle d'Afrique de l'Est qui peuplait le Sahara et peuple encore la région du Sahel.

## Conservation en Tunisie
La Tunisie abrite un grand nombre d'espèces reliques, dont un grand nombre sont en danger de disparition. Il s'agit en particulier de reliques du Paléarctique humide, les plus menacées sur le plan national étant Natrix natrix, Emys orbicularis, Bufo bufo, Vipera latastei et Euleptes europaea.
Il existe aussi des reliques tropicales des grands lacs sahariens :
- Astatotilapia desfontainii
- Rubricatochromis bimaculatus

L'exploitation et la destruction directe est également un facteur grave de disparition, les espèces les plus affectées sur le plan national étant :
- Les grands prédateurs, outre les espèces éteintes déjà évoquées, comme le caracal, le chat ganté et le serval.
- Les grands herbivores hors des parcs nationaux tels que la gazelle de cuvier.
- La tortue mauresque et le caméléon dont l'exploitation constitue un facteur rapide de raréfaction.

## Invertébrés

### Scorpions

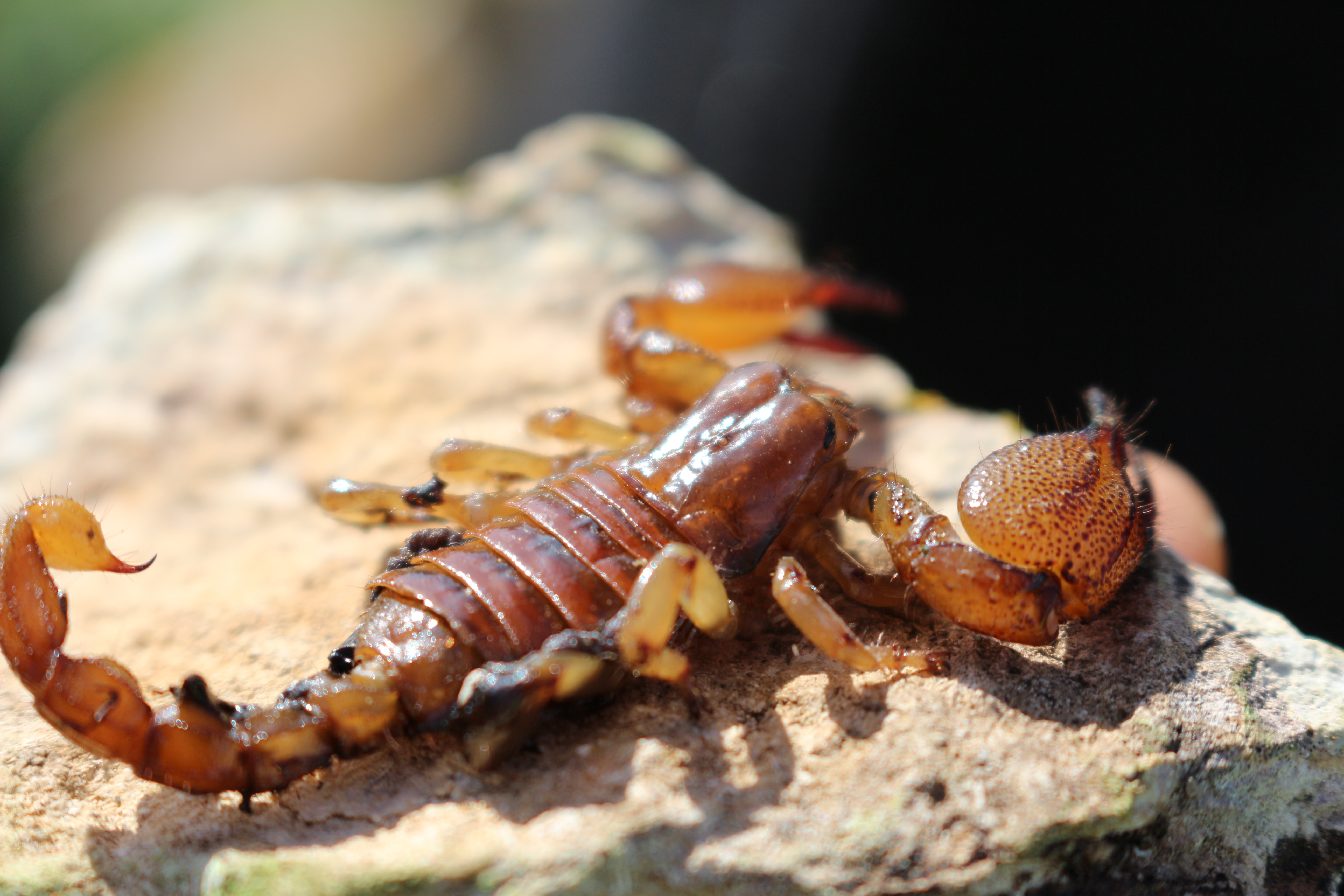
Scorpio punicus aux alentours de Mateur.

La liste des scorpions de Tunisie inclut :
- Scorpionidae
  - Scorpio punicus (Scorpio maurus punicus)
- Buthidae
  - Androctonus bicolor
  - Androctonus australis
  - Buthus tunetanus
  - Buthus dunlopi
  - Buthus chambiensis
  - Leiurus quinquestriatus
  - Buthacus arenicola
- Euscorpiidae
  - Euscorpius sicanus

La présence de deux espèces, Orthochirus innesi et Tetratrichobothrius flavicaudis, est incertaine. Seule la famille des Buthidae représente un danger réel pour la santé humaine.

### Pancrustacea
La liste des crustacés de Tunisie compte Potamon algeriense (en), un crabe d'eau douce endémique d'Afrique du Nord, mais c'est surtout la classe des branchiopodes qui domine les écosystèmes aquatiques temporaires caractéristiques de la Tunisie, avec plus de 36 espèces dont les emblématiques Triops granarius et Triops cancriformis simplex.
Libellules

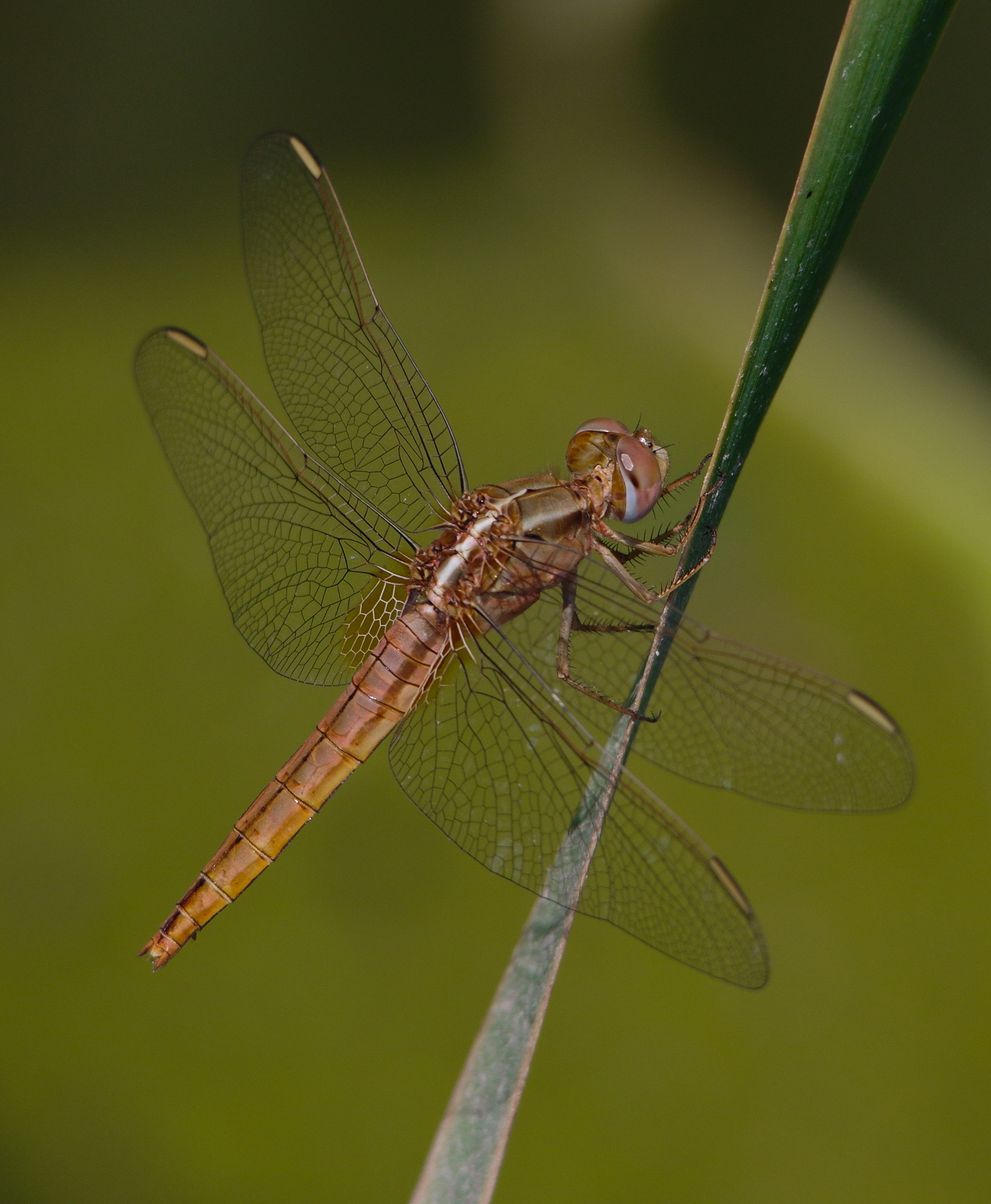
Crocothemis erythraea dans le parc national de l'Ichkeul.

Les libellules d'Afrique du Nord présentent un intérêt particulier du fait de la présence d'un nombre important d'espèces ou de populations relictuelles. On trouve dans la liste des libellules de Tunisie beaucoup d'espèces caractéristiques du sud de la Méditerranée, dont certaines assez rares ou menacées.
Une espèce migratrice, Pantala flavescens, n'a été observée qu'une fois en 1999 dans la région des chotts. Une autre, Acisoma panorpoides (en), est présente de façon relictuelle dans la région algérienne d'El Kala proche de la frontière tunisienne.
- Calopteryx exul
- Calopteryx haemorrhoidalis
- Lestes barbarus
- Chalcolestes viridis
- Sympecma fusca
- Ischnura graellsii
- Ischnura saharensis
- Ischnura fountaineae
- Ischnura pumilio
- Enallagma deserti (de)
- Coenagrion puella
- Coenagrion mercuriale
- Coenagrion scitulum
- Coenagrion caerulescens
- Coenagrion lindenii
- Ceriagrion tenellum
- Platycnemis subdilatata
- Aeshna affinis
- Aeshna mixta
- Aeshna isoceles
- Anax imperator
- Anax parthenope
- Anax ephippiger (en)
- Boyeria irene
- Gomphus lucasii (en)
- Onychogomphus forcipatus
- Onychogomphus uncatus
- Onychogomphus costae (en)
- Paragomphus genei
- Lindenia tetraphylla
- Orthetrum cancellatum
- Orthetrum coerulescens
- Orthetrum brunneum
- Orthetrum nitidinerve
- Orthetrum chrysostigma
- Orthetrum trinacria
- Orthetrum sabina
- Sympetrum sanguineum
- Sympetrum fonscolombii
- Sympetrum striolatum
- Sympetrum meridionale
- Sympetrum sinaiticum
- Crocothemis erythraea
- Trithemis annulata
- Trithemis arteriosa
- Trithemis kirbyi (en)
- Brachythemis leucosticta (en)
- Diplacodes lefebvrii (en)
- Selysiothemis nigra
- Zygonyx torridus (en)

## Vertébrés

### Chondrichthyes
Le golfe de Gabès abrite des nurseries de requin d'estuaire (Carcharhinus plumbeus).

### Osteichthyes
La faune (non exhaustive) des poissons d'eau douce de la Tunisie inclut :
- Astatotilapia desfontainii
- Tilapia zillii (possiblement introduit)
- Rubricatochromis bimaculatus
- Luciobarbus callensis
- Luciobarbus antinorii (en)
- Luciobarbus setivimensis (en)
- Pseudophoxinus callensis
- Pseudophoxinus punicus
- Pseudophoxinus chaignoni
- Aphanius fasciatus

Des citations anciennes font même état de la présence occasionnelle de l'esturgeon d'Europe (Acipenser sturio). La très forte régression de cette espèce ces dernières années exclut presque totalement les chances que l'esturgeon d'Europe fréquente toujours les lagunes et estuaires de Tunisie.

### Amphibiens

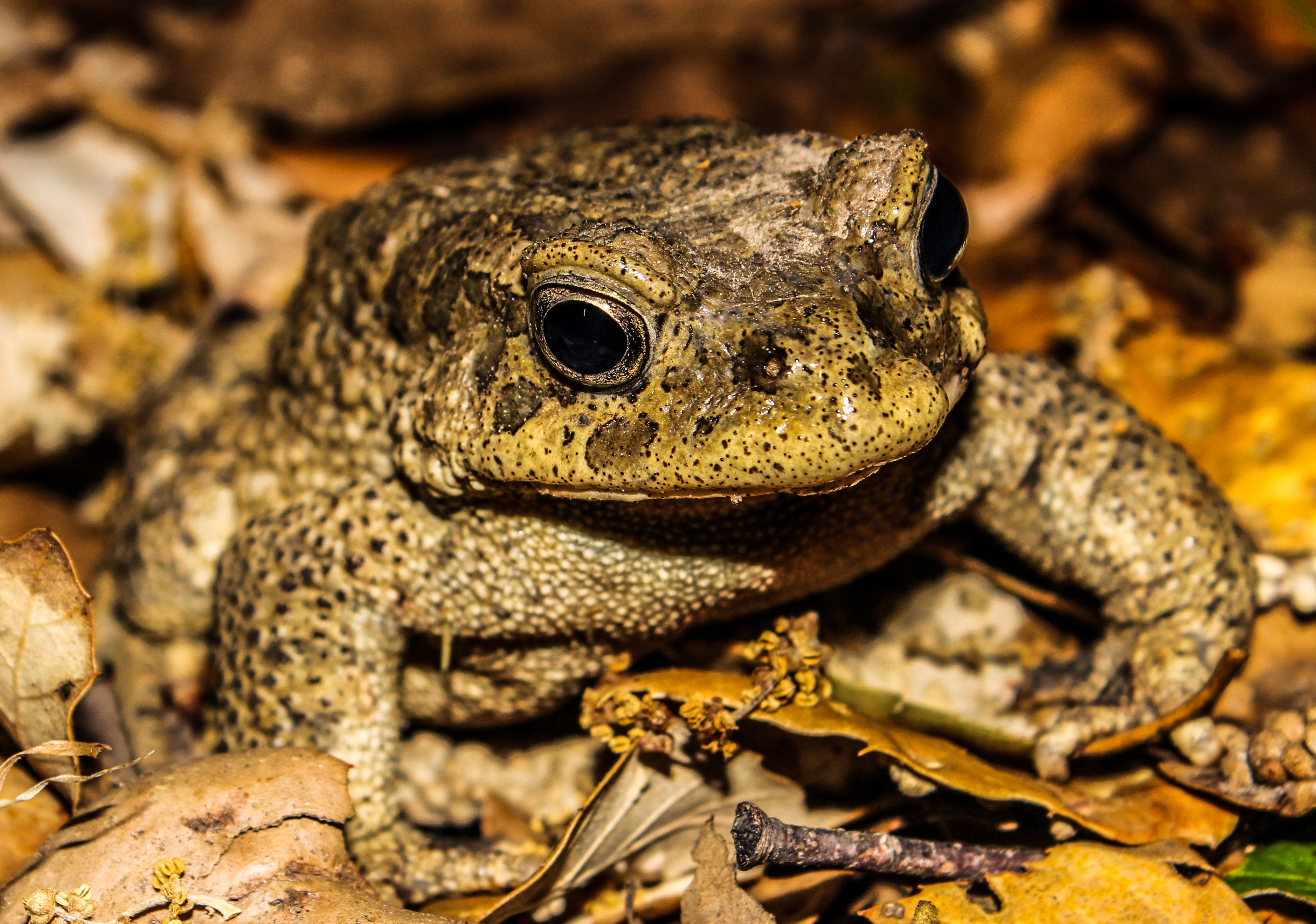
Crapaud de Maurétanie, l'un des amphibiens les plus communs de Tunisie.

Il existe sept espèces d'amphibiens natives en Tunisie ; leur centre de diversité se situe dans le nord-ouest du pays :
- Grenouille du Sahara (Pelophylax saharicus)
- Discoglosse peint (Discoglossus pictus)
- Crapaud de Maurétanie (Amietophrynus mauritanicus)
- Crapaud commun (Bufo spinosus)
- Crapaud vert d'Afrique du Nord (Bufotes boulengeri)
- Rainette de Carthage (Hyla carthaginiensis)
- Pleurodèle nébuleux (Pleurodeles nebulosus)

La salamandre d'Algérie (Salamandra algira), citée par erreur comme présente dans la bibliographie, n'est pas présente en Tunisie ; sa localité la plus proche est le djebel Edough près d'Annaba. Pleurodeles poireti, que l'on trouve dans la littérature, ne correspond désormais qu'uniquement aux populations du djebel Edough, les mentions de cette espèce en Tunisie correspondant donc à Pleurodeles nebulosus.
Depuis 2019, les populations de rainette méridionales (Hyla meridionalis) de Tunisie et du Nord-Est de l'Algérie jusqu'au djebel Edough (déjà identifiées comme une lignée nettement distincte) ont été élevées au rang d'espèce distincte : Hyla carthaginiensis. Toutes les mentions d'Hyla meridionalis de Tunisie se rapportent donc à cette espèce.

### Reptiles

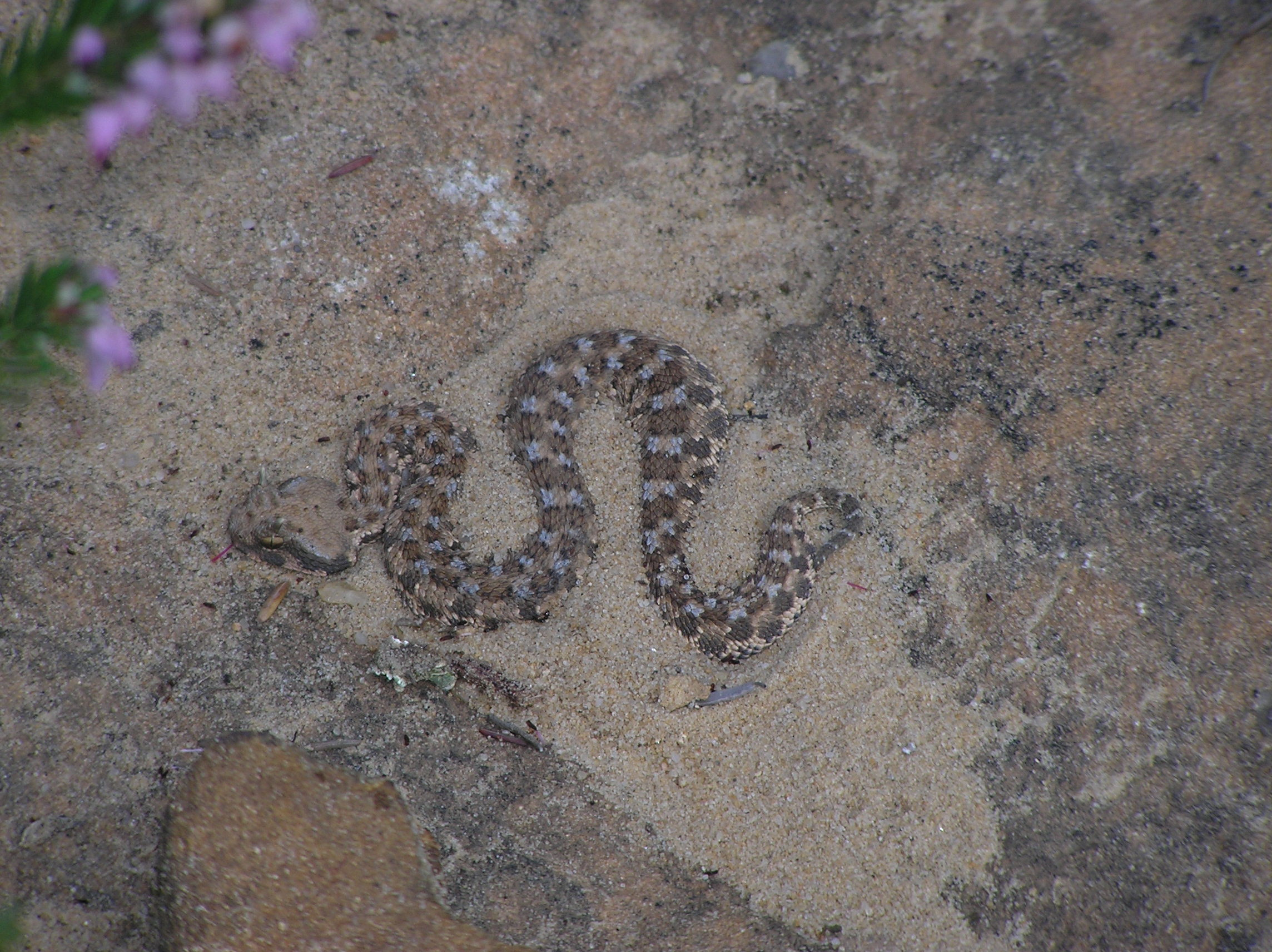
Vipère à cornes (Cerastes cerastes), l'un des reptiles les plus emblématiques de Tunisie.

Une tortue marine pond sur les côtes tunisienne : la tortue caouanne (Caretta caretta). Toutefois, trois espèces fréquentent couramment ses côtes : la tortue caouanne, la tortue verte (Chelonia mydas) et la tortue luth (Dermochelys coriacea).
Certaines espèces souvent citées comme présentes en Tunisie méritent quelques justifications :
- Podarcis siculus, dont on reporte l'introduction sur l'île de La Galite et à Tunis ne serait pas établi en Tunisie ;
- Mesalina rubropunctata et Ptyodactylus oudrii n'ont jamais été observés en Tunisie d'après Nouira[16] ;
- Les mentions de Vipera latastei d'Afrique du Nord se rapportent toutes à Vipera monticola ;
- L'orvet (Anguis fragilis), cité par erreur dans la bibliographie, n'est pas présent en Afrique du Nord ;
- Tropiocolotes algericus, récemment élevé au rang d'espèce, n'atteint probablement pas la frontière tunisienne ;
- Acanthodactylus bedriagai des hauts plateaux algériens n'atteint probablement pas non plus la Tunisie ;
- Stenodactylus stenurus ne semble pas valide et peut être mise en synonymie avec Stenodactylus petrii[17] ;
- Daboia deserti (Anderson, 1892) et Daboia mauritanica (Duméril et Bibron, 1848) sont probablement conspécifiques ;
- Psammophis sibilans (Linnæus, 1758), les citations de Tunisie pour cette espèce se réfèrent probablement toutes à Psammophis schokari (Forsskål, 1775) ;
- Acanthodactylus mechriguensis, décrit sur des bases morphologiques et biogéographiques, a été depuis montré comme phylogénétiquement ancré au cœur dAcanthodactylus maculatus. Cette espèce endémique des zones sableuses du nord de la Tunisie représente donc une population isolée mais synonyme d'Acanthodactylus maculatus ;
- De même, Acanthodactylus blanci est ancré au sein d'Acanthodactylus erythrurus et pourrait être considéré comme un synonyme de ce dernier ;
- Macroprotodon mauritanicus et Macroprotodon cucullatus représente très probablement la même espèce, du moins en Tunisie.

Deux vipères décrites de Tunisie uniquement à partir de critères morphologique nécessiteraient une confirmation génétique de leur statut :
- Cerastes boehmei (Wagner et Wilms, 2010) : synonyme de Cerastes vipera ou espèce valide[18] ?
- Macrovipera lebetina transmediterranea (Linnæus, 1758) est une sous-espèce de la vipère lébétine au statut mystérieux, un véritable taxon à part entière qui mériterait un statut spécifique ou un simple synonyme de Daboia mauritanica.

Certaines sous-espèces présentes en Tunisie ont été élevées au rang d'espèces, c'est le cas par exemple du :
- Malpolon monspessulanus insignitus élevé en Malpolon insignitus, par conséquent Malpolon monspessulanus stricto sensu n'est pas présent en Tunisie ;
- Myriopholis macrorhyncha devenu Myriopholis algeriensis en Afrique du Nord, par conséquent Myriopholis macrorhyncha stricto sensu n'est pas présent en Tunisie ;
- Chalcides sepsoides (Audouin, 1829) élevé en Chalcides boulengeri depuis l'ouest de la Libye jusqu'au Maroc.
- Les populations ibériques et nord-africaines de Natrix natrix (Linnæus, 1758) sont désormais traitées comme une espèce distincte : Natrix astreptophora (Seoane, 1885).

La liste exhaustive des reptiles de Tunisie donne donc 62 espèces reproductrices dont une au statut incertain :
- Caretta caretta (Linnæus, 1758)
- Emys orbicularis (Linnæus, 1758)
- Mauremys leprosa (Schweigger, 1812)
- Testudo graeca (Linnæus, 1758)

Sphaerodactylidae
- Euleptes europaea (Gené, 1839)

Gekkonidae
- Hemidactylus turcicus (Linnæus, 1758)
- Tropiocolotes tripolitanus (Peters, 1880)
- Stenodactylus petrii (Anderson, 1896)
- Stenodactylus sthenodactylus (Lichtenstein, 1823)

Phyllodactylidae
- Tarentola deserti (Boulenger, 1891)
- Tarentola fascicularis (Daudin, 1802)
- Tarentola mauritanica (Linnæus, 1758)
- Tarentola neglecta (Strauch, 1887)

Scincidae
- Heremites vittatus (Trachylepis vittata ; Olivier, 1804)
- Chalcides boulengeri (Anderson, 1892)
- Chalcides chalcides (Linnæus, 1758)
- Chalcides mertensi (Klausewitz (en), 1954)
- Chalcides ocellatus (Forsskål, 1775)
- Scincopus fasciatus (Peters, 1864)
- Scincus scincus (Linnæus, 1758)
- Eumeces schneideri (Daudin, 1802)

Trogonophiidae
- Trogonophis wiegmanni (Kaup, 1830)

Lacertidae
Galotinae
- Psammodromus algirus (Linnæus, 1758)
- Psammodromus blanci (Lataste, 1880)

Lacertinae
- Timon pater (Lataste, 1880)
- Podarcis vaucheri (Boulenger, 1905)

Ereminae
- Mesalina guttulata (Lichtenstein, 1823)
- Mesalina olivieri (Audouin, 1829)
- Acanthodactylus blanci (Doumergue, 1901)
- Acanthodactylus boskianus (Daudin, 1802)
- Acanthodactylus maculatus (Gray, 1838)
- Acanthodactylus scutellatus (Audouin, 1827)
- Acanthodactylus dumerilii (Milne Edwards, 1829)
- Acanthodactylus longipes (Boulenger, 1918)
- Ophisops occidentalis (Boulenger, 1887)

Chamaeleonidae
- Chamaeleo chamaeleon (Linnæus, 1758)

Agamidae
- Trapelus tournevillei (Lataste, 1880)
- Trapelus mutabilis (Merrem, 1820)
- Uromastyx acanthinura (Bell, 1825)

Varanidae
- Varanus griseus (Daudin, 1803)

Boidae
- Eryx jaculus (Linnæus, 1758)

Leptotyphlopidae
- Myriopholis algeriensis (Jacquet, 1895)

Elapidae
- Naja haje (Linnæus, 1758)

Psamophidae
- Malpolon insignitus (Geoffroy Saint-Hilaire, 1809)
- Rhagerhis moilensis (Reuss, 1834)
- Psammophis schokari (Forsskål, 1775)

Natricidae
- Natrix maura (Linnæus, 1758)
- Natrix astreptophora (Seoane, 1885)

Colubridae
- Coronella girondica (Daudin, 1803)
- Hemorrhois algirus (Jan, 1863)
- Hemorrhois hippocrepis (Linnæus, 1758)
- Lytorhynchus diadema (Duméril, Bibron et Duméril, 1854)
- Spalerosophis diadema (Schlegel, 1837)
- Spalerosophis dolichospilus (Werner, 1923)
- Macroprotodon cucullatus (Geoffroy Saint-Hilaire, 1827)/Macroprotodon mauritanicus (Guichenot, 1850)
- Telescopus tripolitanus (Werner, 1909)

Viperidae
- Daboia mauritanica (Duméril et Bibron, 1848)/Daboia deserti (Anderson, 1892)
- Vipera monticola (Saint Girons, 1953)
- ? Cerastes boehmei (Wagner et Wilms, 2010)
- Cerastes cerastes (Linnæus, 1758)
- Cerastes vipera (Linnæus, 1758)
- Echis pyramidum (Geoffroy Saint-Hilaire, 1827)

### Oiseaux
La Tunisie abrite un certain nombre d'oiseaux nicheurs remarquables et/ou menacés, on peut citer :
- des espèces endémiques du Maghreb : le pic de Levaillant et le rougequeue de Moussier ;
- un oiseau typique des petites îles de la Méditerranée : le faucon d'Éléonore qui niche notamment dans l'archipel de La Galite ;
- la sarcelle marbrée, l'érismature à tête blanche et la talève sultane, trois espèces représentatives des riches zones humides de la Méditerranée.

Le lac Ichkeul est l'une des quatre zones humides majeures du bassin méditerranéen et abrite un très grand nombre d'oiseaux hivernants.
Les petits îlots tunisiens (La Galite, Zembra, Zembretta, etc.) sont des sites de reproduction privilégiées pour certains oiseaux marins et pélagiques comme le goéland d'Audouin, le puffin cendré, le puffin yelkouan, l'océanite tempête ou encore le cormoran huppé. Ces îlots sont donc extrêmement sensibles à l'introduction de prédateurs terrestres pour les couvées (rats, chiens, chats, etc.) originellement absents. L'éradication de ces espèces exogènes (déjà entreprise sur certains îlots tunisiens) aurait un effet extrêmement positif sur le succès reproductif des oiseaux sur ces îlots.

### Mammifères
On compte en Tunisie sept espèces de gerbilles : Gerbillus latastei, Gerbillus tarabuli, Gerbillus campestris, Gerbillus gerbillus, Gerbillus nanus, Gerbillus simoni et Gerbillus jamesi,. Le statut de la gerbille des îles Kerkennah est incertain, considérée comme synonyme de Gerbillus simoni par Guy G. Musser et Michael D. Carleton (1993), mais élevée au rang d'espèce à part (Dipodillus zakariai) par les mêmes auteurs (2005).
La liste des mammifères de Tunisie compte 83 espèces dont sept espèces disparues et cinq espèces introduites :
| Ordre          | Nom scientifique             | Illustration | Nom français | Remarques                                                                                                   |
| -------------- | ---------------------------- | ------------ | --- | --- |
| Macroscelidea  | Elephantulus rozeti          |              | Rat à trompe | |
| Erinaceomorpha | Paraechinus aethiopicus      |              | Hérisson du désert, hérisson du désert d'Éthiopie, hérisson aux longues oreilles ou hérisson oreillard d'Éthiopie                                 | |
| Erinaceomorpha | Atelerix algirus             |              | Hérisson d'Algérie | |
| Soricomorpha   | Suncus etruscus              |              | Pachyure étrusque ou musaraigne étrusque | |
| Soricomorpha   | Crocidura ichnusae           |              | Crocidure d'Afrique du Nord | |
| Soricomorpha   | Crocidura whitakeri          |              | Musaraigne de Whitaker | |
| Chiroptera     | Rhinopoma hardwickei         |              | Petit rhinopome | |
| Chiroptera     | Rhinopoma microphyllum       |              | Grand rhinopome | |
| Chiroptera     | Asellia tridens              |              | Trident du désert | |
| Chiroptera     | Rhinolophus mehelyi          |              | Rhinolophe de Mehely | |
| Chiroptera     | Rhinolophus blasii           |              | Rhinolophe de Blasius | |
| Chiroptera     | Rhinolophus euryale          |              | Rhinolophe euryale | |
| Chiroptera     | Rhinolophus ferrumequinum    |              | Grand rhinolophe, grand rhinolophe fer à cheval, grand fer à cheval ou grand rhinolophe obscure                                                   | |
| Chiroptera     | Rhinolophus hipposideros     |              | Petit rhinolophe, petit rhinolophe fer à cheval ou petit fer à cheval                                                                             | |
| Chiroptera     | Tadarida teniotis            |              | Molosse de Cestoni | |
| Chiroptera     | Eptesicus serotinus          |              | Sérotine commune | |
| Chiroptera     | Miniopterus schreibersii     |              | Minioptère de Schreibers | |
| Chiroptera     | Plecotus gaisleri            |              | Oreillard de Gaisler | Les populations maghrebines ont été récemment séparées de l'Oreillard des Balkans (Plecotus kolombatovici). |
| Chiroptera     | Pipistrellus kuhlii          |              | Pipistrelle de Kuhl | |
| Chiroptera     | Pipistrellus pipistrellus    |              | Pipistrelle commune | |
| Chiroptera     | Hypsugo savii                |              | Vespère de Savi | |
| Chiroptera     | Myotis punicus               |              | | |
| Chiroptera     | Myotis emarginatus           |              | Murin à oreilles échancrées, murin émarginé, ou vespertilion à oreilles échancrées                                                                | |
| Chiroptera     | Myotis capaccinii            |              | Murin de Capaccini, ou vespertilion de Capaccini                                                                                                  | |
| Carnivora      | Canis aureus                 |              | Chacal doré | |
| Carnivora      | Vulpes vulpes atlantica (es) |              | Renard roux, renard commun ou renard rouge | |
| Carnivora      | Vulpes rueppellii            |              | Renard de Rüppell ou renard famélique | |
| Carnivora      | Vulpes zerda                 |              | Fennec ou renard des sables du Sahara | |
| Carnivora      | Lutra lutra                  |              | Loutre d'Europe ou loutre européenne | gravement menacée                                                                                           |
| Carnivora      | Mustela nivalis              |              | Belette, belette d'Europe, belette pygmée ou petite belette                                                                                       | |
| Carnivora      | Ictonyx libyca               |              | Zorille du désert, zorille du Sahara, zorille de Libye ou belette d'Afrique du Nord                                                               | |
| Carnivora      | Herpestes ichneumon          |              | Rat des pharaons, mangouste d'Égypte ou mangouste ichneumon                                                                                       | |
| Carnivora      | Genetta genetta              |              | Genette commune ou genette d'Europe | |
| Carnivora      | Panthera pardus              |              | Léopard ou panthère | éteint |
| Carnivora      | Panthera leo leo             |              | Lion de l'Atlas | éteint à l'état sauvage, actuellement Panthera leo leo désigne le lion d'Afrique                            |
| Carnivora      | Acinonyx jubatus hecki       |              | Guépard du Sahara | éteint |
| Carnivora      | Caracal caracal              |              | Caracal, lynx du désert ou lynx de Perse | |
| Carnivora      | Leptailurus serval           |              | Serval | réintroduit                                                                                                 |
| Carnivora      | Felis silvestris lybica      |              | Chat sauvage d'Afrique ou chat ganté | |
| Carnivora      | Felis margarita              |              | Chat des sables, chat du désert, chat du général Margueritte ou chat de Margueritte                                                               | |
| Carnivora      | Hyaena hyaena                |              | Hyène rayée | |
| Carnivora      | Ursus arctos crowtheri       |              | Ours de l'Atlas | éteint |
| Carnivora      | Monachus monachus            |              | Phoque moine de Méditerranée | éteint |
| Artiodactyla   | Sus scrofa                   |              | Sanglier | |
| Artiodactyla   | Cervus elaphus barbarus      |              | Cerf de Barbarie | |
| Artiodactyla   | Gazella cuvieri              |              | Gazelle de Cuvier | |
| Artiodactyla   | Gazella leptoceros           |              | Gazelle leptocère, gazelle de Rhim, gazelle des sables ou gazelle à cornes fines                                                                  | |
| Artiodactyla   | Gazella dorcas               |              | Gazelle dorcas | espèce protégée                                                                                             |
| Artiodactyla   | Gazella dama                 |              | Gazelle dama | éteint |
| Artiodactyla   | Addax nasomaculatus          |              | Addax ou antilope à nez tacheté | réintroduit                                                                                                 |
| Artiodactyla   | Oryx dammah                  |              | Oryx algazelle, oryx de Libye, oryx blanc, oryx à cou roux ou oryx à cornes                                                                       | réintroduit                                                                                                 |
| Artiodactyla   | Ammotragus lervia            |              | mouflon à manchettes, mouflon de Barbarie, Aoudad ou Arui                                                                                         | |
| Artiodactyla   | Alcelaphus buselaphus        |              | bubale roux | éteint |
| Artiodactyla   | Ovis orientalis              |              | Mouflon occidental | introduit sur l'île de Zembra                                                                               |
| Artiodactyla   | Bubalus bubalis              |              | buffle domestique, buffle d'Asie, buffle d'eau, kérabau ou karbau                                                                                 | introduit dans le parc national de l'Ichkeul                                                                |
| Rodentia       | Hystrix cristata             |              | Porc-épic à crête | |
| Rodentia       | Meriones libycus             |              | Mérione de Libye, mérione libyen ou mérione à queue rouge                                                                                         | |
| Rodentia       | Meriones crassus             |              | Mérione du désert, gerbille de Jérusalem ou mérione de Sundevall                                                                                  | |
| Rodentia       | Meriones shawi               |              | Mérione de Shaw ou gerbille de Shaw | |
| Rodentia       | Gerbillus campestris         |              | Gerbille champêtre, gerbille des champs ou gerbille des rochers                                                                                   | |
| Rodentia       | Gerbillus simoni             |              | Petite gerbille à queue courte, gerbille de Simon ou gerbille de Kaiser                                                                           | |
| Rodentia       | Gerbillus henleyi            |              | Gerbille de Henley ou gerbille pygmée | |
| Rodentia       | Gerbillus amoenus            |              | Gerbille charmante | |
| Rodentia       | Gerbillus tarabuli           |              | Gerbille de Libye | |
| Rodentia       | Gerbillus latastei           |              | Gerbille à pattes poilues ou gerbille de Lataste                                                                                                  | |
| Rodentia       | Gerbillus gerbillus          |              | Petite gerbille du sable, petite gerbille d'Égypte, petite gerbille du Sahara ou simplement Petite gerbille                                       | |
| Rodentia       | Gerbillus andersoni          |              | Gerbille d'Allenby ou gerbille d'Anderson | |
| Rodentia       | Jaculus orientalis           |              | Grande gerboise | |
| Rodentia       | Jaculus jaculus              |              | Gerboise des steppes, gerboise du désert ou gerboise d'Égypte                                                                                     | |
| Rodentia       | Pachyuromys duprasi          |              | Gerbille à queue grasse, pachyromys à queue en massue, souris à grosse queue ou souris à queue en massue                                          | |
| Rodentia       | Psammomys obesus             |              | Rat des sables diurne, gros rat du sable ou psammomys obèse                                                                                       | |
| Rodentia       | Psammomys vexillaris         |              | Rat des sables pâle | |
| Rodentia       | Ctenodactylus gundi          |              | Goundi de l'Atlas, goundi d'Afrique du Nord ou goundi du Nord                                                                                     | |
| Rodentia       | Ctenodactylus vali           |              | Goundi du désert ou goundi du Sahara | |
| Rodentia       | Rattus rattus                |              | Rat noir, rat des greniers ou rat des champs | introduit                                                                                                   |
| Rodentia       | Rattus norvegicus            |              | Rat brun, surmulot ou rat d'égout | introduit                                                                                                   |
| Rodentia       | Mus musculus domesticus (en) |              | Souris grise, souris domestique ou souris commune                                                                                                 | commensale d'introduction ancienne                                                                          |
| Rodentia       | Mus spretus                  |              | Souris d'Afrique du Nord, souris sauvage ou souris à queue courte                                                                                 | |
| Rodentia       | Apodemus sylvaticus          |              | Mulot sylvestre, souris de terre, souris des bois, rat-mulot, rat sauteur, rat sauteur d'Islande, mulot ordinaire, mulot gris ou souris sylvestre | introduction ancienne en Afrique du Nord                                                                    |
| Rodentia       | Lemniscomys barbarus         |              | Rat rayé, rat rayé de barbarie ou souris rayée africaine                                                                                          | |
| Rodentia       | Eliomys munbyanus (en)       |              | Lérot du Maghreb | |
| Lagomorpha     | Lepus capensis               |              | Lièvre du Cap | |
| Lagomorpha     | Oryctolagus cuniculus        |              | Lapin de garenne, lapin commun, lapin des bois, lapin ordinaire, lapin sauvage, lapin vulgaire ou lapin européen                                  | introduit sur l'île de Zembra                                                                               |
| Primates       | Macaca sylvanus              |              | Macaque berbère ou magot | éteint |